# Племінник і племінниця
Племі́нник або не́бі́ж — юнак/чоловік для дядька чи тітки, син брата або сестри, племі́нниця або небо́га — дівчина/жінка для дядька чи тітки, дочка брата чи сестри.

## У сусідніх поколіннях
Діти брата чи сестри:
- Племі́нник або небіж (небір[5], неборейко[6], нетий[7]) — хлопчик чи чоловік для дядька чи тітки, син брата або сестри.
  - Братан (братанич[8], синовець[9]) — (застар.) син брата, племінник по брату[10].
  - Сестринець (сестрінець) — (застар.) син сестри, племінник по сестрі[11].
- Племінниця або небога (небірка[12]) — дівчинка або жінка для дядька чи тітки, дочка брата чи сестри.
  - Братаниця (братанна, братана, синовиця[13]) — (застар.) дочка брата, племінниця по брату[14].
  - Сестриниця (сестрениця, сестріниця, сестрична[15]) — (застар.) дочка сестри, племінниця по сестрі[16].

Діти двоюродного брата чи сестри:
- Двоюрідний племінник — хлопчик чи чоловік для двоюрідного дядька чи тітки, син двоюрідного брата або сестри.
- Двоюрідна племінниця — дівчинка або жінка для двоюрідного дядька чи тітки, дочка двоюрідного брата чи сестри.

Діти троюродного брата чи сестри:
- Троюрідний племінник — хлопчик чи чоловік для троюрідного дядька чи тітки, син троюрідного брата або сестри.
- Троюрідна племінниця — дівчинка або жінка для троюрідного дядька чи тітки, дочка троюрідного брата чи сестри.

## Через покоління
Рідні брати і сестри бабусі і дідуся:
- Внучатий племінник[17] — хлопчик чи чоловік для дядька чи тітки одного з батьків, онук рідного брата чи сестри, син племінника(ці), двоюрідний внук.
- Внучата племінниця[17] — дівчинка або жінка для дядька чи тітки одного з батьків, онучка рідного брата чи сестри, дочка племінника(ці), двоюрідна внучка.

Двоюрідні брати і сестри бабусі і дідуся:
- Внучатий двоюрідний племінник — хлопчик чи чоловік для двоюрідного дядька чи тітки одного з батьків, внук двоюрідного брата чи сестри, син двоюрідного племінника(ці), троюрідний внук.
- Внучата двоюрідна племінниця — дівчинка або жінка для двоюрідного дядька чи тітки одного з батьків, внучка двоюрідного брата чи сестри, дочка двоюрідного племінника(ці), троюрідна внучка.